# 俺はまだ本気出してないだけ
『俺はまだ本気出してないだけ』（おれはまだほんきだしてないだけ）は、青野春秋による日本の漫画。またそれを原作とする2013年公開のコメディ映画。
青野の短編『走馬灯』が第17回イキマン（月刊IKKI新人賞）を受賞した後、その主人公・大黒シズオをそのまま主人公とした数本の短編を経て、『月刊IKKI』誌上で連載化に至った。なお、2012年8月号で連載は終了している。2013年スピンオフ読切短編集「俺はもっと本気出してないだけ」発売。

## あらすじ
会社員・大黒シズオは、15年勤めた会社を40歳にして突然辞めてしまい、一か月の自分探しの末、漫画家になることを決意する。そんなシズオと周囲の人々の交流を描いたコメディ。

## 登場人物
大黒シズオ（おおぐろ しずお）
40歳で会社を辞め、しばらくして漫画家になることを決意した男。ハンバーガーショップでバイトをしながら雑誌「EKKE」に持込を続けている。当初は本名で持込をしていたが、途中で「中村パーソン」というペンネームで持込をするようになる。バツイチ。
大黒鈴子（おおぐろ すずこ）
シズオの娘。建築家になろうと、フィンランドに留学を目指している。留学資金を稼ぐために歳を偽って風俗店で働いていたが、店内で偶然にもシズオと鉢合わしバレてしまう。シズオの進言で店を辞めている。aikoのファン。
大黒志郎（おおぐろ しろう）
シズオの父。鈴子の祖父。シズオを見るたびに説教せずにはいられない。かつては流行らない居酒屋を経営していた。シズオが中学生のとき、妻を病気で亡くしている。
市野沢秀一（いちのさわ しゅういち）
金髪で無職の青年。シズオが働いているハンバーガーショップやキャバクラなど、バイトを転々としていた。後に宮田の経営するパン屋で働くようになる。志郎とは馬が合う。妹がいる。
宮田修（みやた おさむ）
シズオの小学校時代からの幼なじみ。サラリーマンをしていたが、脱サラしてパン屋になった。バツイチで、パン好きの息子と時々会っているが、前妻から「再婚するから息子のことは忘れてほしい」と言われ苦悩する。
村上政樹（むらかみ まさき）
シズオの担当編集者。シズオに対して常にポジティブな発言しサポートしている。シズオの作品より、シズオの生き様に興味を持っている様子。
編集者という仕事にはそれなりに満足していたが、漫画が特別好きという訳ではなかった。シズオの「人生、300年。」という作品に感化され、自分の気持ちに正直に生きることを決断。編集部を辞め、女装しCLUB「不死鳥（フェニックス）」で「まさこ」として新たな人生を歩み始める。
目黒真由美（めぐろ まゆみ）
「EKKE」の美人編集者。「EKKE」で「やる気MAX」を連載している漫画家・辻雄介の担当で、私的にも恋愛関係にある。
宇波綾（うなみ あや）
村上が退社したため、新たにシズオの担当となった編集者。シズオに毎回厳しい言葉を浴びせる。父親を亡くしており、父親は売れない小説家だった。シズオに亡き父親の面影を重ねている。

## 書誌情報
- 青野春秋 『俺はまだ本気出してないだけ』 小学館〈IKKI COMIX〉、全5巻
  - 第1集、2007年11月4日初版発行（2007年10月30日発売[2]）、ISBN 978-4-09-188377-3
  - 第2集、2008年5月1日初版発行（2008年04月26日発売[3]）、ISBN 978-4-09-188414-5
  - 第3集、2009年3月2日初版発行（2009年02月25日発売[4]）、ISBN 978-4-09-188427-5
  - 第4集、2010年7月5日初版発行（2010年06月30日発売[5]）、ISBN 978-4-09-188520-3
  - 第5集、2012年10月3日初版発行（2012年09月28日発売[6]）、ISBN 978-4-09-188604-0

## 映画
福田雄一監督・脚本、堤真一主演で2013年6月15日公開。松竹配給。
全国147のスクリーンで公開され、2013年6月15日、16日の初日2日間で興収6,803万500円、動員5万846人になり、映画観客動員ランキング（興行通信社調べ）で初登場第5位となった。最終興収は3.2億円。

### キャスト
- 大黒シズオ（おおぐろ しずお） - 堤真一： バツイチ、子持ちの中年男。42歳。
- 大黒鈴子（おおぐろ すずこ） - 橋本愛： シズオの一人娘。高校生。17歳。
- 大黒志郎（おおぐろ しろう） - 石橋蓮司： シズオの父親。シズオを見ては説教ばかりしている。
- 宮田修（みやた おさむ） - 生瀬勝久： シズオの幼なじみの親友。バツイチ。
- 市野沢秀一（いちのさわ しゅういち） - 山田孝之： シズオのバイト先の新人。金髪。
- 村上政樹（むらかみ まさき） - 濱田岳： 出版社「中学館」の漫画誌「EKKE」の編集者。
- 宮田の前妻 - 水野美紀
- 宇波綾（うなみ あや） - 指原莉乃（HKT48）：村上退社後のシズオ担当の編集者。
- 本物の店長 - 賀来賢人
- 不動産屋 - ムロツヨシ
- 田中（たなか） - 川久保拓司：ハンバーガーショップの店員。チャラい性格。
- 宮田正男（みやた まさお） - 秋元黎：修の息子。両親の離婚後は母と暮らしている。パン好き。
- ボブ - ドナルド・アッシュ：ハンバーガーショップの新人店員。やたらと態度がでかい。
- クニさん - 蛭子能収：居酒屋の料理人。
- キャバクラのヒゲ - 尾上寛之
- キャバクラの黒服 - 小柳心
- キャバクラの新人ホクロ - 村松利史
- 小室武士（こむろ たけし） - 池田成志：人気漫画家。シズオと同い年の42歳。
- 占い師 - 佐藤二朗
- 池谷のぶえ、松丸友紀、桂亜沙美、八十田勇一、高澤父母道、須田瑛斗、大西 礼芳、植木夏十　ほか

### スタッフ
- 原作 - 青野春秋
- 監督・脚本 - 福田雄一
- 音楽 - ゴンチチ
- 主題歌 - SCANDAL「会わないつもりの、元気でね」
- 撮影 - 早坂伸 、工藤哲也
- 美術 - 松原隆史
- 照明 - 福長弘章
- 録音 - 井家眞紀夫
- 編集 - 栗谷川純
- 監督補 - 久保田博紀
- 助監督 - 星秀樹、市原直、具有然
- 音響効果 - 荒川望、伊東晃
- 特殊メイク - 松井祐一
- アクションコーディネート - 田渕景也
- 劇中漫画作画 - 仲田芽ぐみ
- スタジオ - 日活調布撮影所
- special thanks - ファーストキッチン、プレイステーション
- エグゼクティブ・プロデューサー - 由里敬三
- プロデューサー - 増田真一郎
- 共同プロデューサー - 深津智男
- ラインプロデューサー - 原田耕治
- 制作プロダクション - ジャンゴフィルム
- 企画・製作幹事 - 日活
- 配給 - 松竹
- 製作 - 「俺はまだ本気出してないだけ」製作委員会（日活、ハピネット、テレビ東京、電通、松竹、ソニー・ミュージックエンタテインメント、小学館、Yahoo JAPANグループ）